# 岳松龄
岳松龄（1920年—2012年），男，四川彭县人，中国龋病学专家，曾任华西医科大学教授、博士生导师。